# Euploea platenae
Euploea platenae är en fjärilsart som beskrevs av Otto Staudinger 1894. Euploea platenae ingår i släktet Euploea och familjen praktfjärilar. Inga underarter finns listade i Catalogue of Life.